# Сыева-Дупка
Сыева-Дупка (болг. Съева дупка, «Сыева дыра») — пещера на севере Болгарии, недалеко от деревни Брестница (Ловечская область).

## Открытие и исследование
Пещера была случайно открыта братьями-пастухами, Сыем и Сеем, в честь которых она и была названа.
Позже, в 1883 году Сыева-Дупка была впервые изучена учёным Георгием Златарским.

## Летучие мыши
Посредством наблюдений и ловли сетями было обнаружено, что в течение года в пещере можно встретить 8 видов летучих мышей:
- Большой подковонос
- Малый подковонос
- Трёхцветная ночница
- Большая ночница
- Остроухая ночница
- Длинноухая ночница
- Ночница Наттерера
- Водяная ночница

Шесть видов летучих мышей, найденных в пещере Сыева-Дупка, входят в число охраняемых видов Европы: большой подковонос, малый подковонос, большая ночница, трёхцветная ночница, остроухая ночница и длинноухая ночница, и поэтому пещера является важным местом для сохранения популяции летучих мышей в регионе.

## Туризм
- Сыева-Дупка входит в список «100 туристических объектов Болгарии» под номером 33.

- В 1962 году Сыева-Дупка была объявлена природным памятником.
- В 1967 году пещера была благоустроена и электрифицирована.